# Гунакари
Гунакари  (дарг. Гьунахъари) — село Дахадаевского района Дагестана. Входит в Бускринский сельсовет. Селение в 6 километрах от райцентра Уркарах.

## География
Село Гунакари расположено на высоте 1174 м над уровнем моря. Ближайшие населенные пункты — Бускри, Чишили, Шадни, Викри, Калкни, Дибгаши, Зубанчи, Сурхачи, Ираки, Зильбачи.

## Население
| 1895 | 1926 | 1939 | 1970 | 1989 | 2002 | 2010 |
| ---- | ---- | ---- | ---- | ---- | ---- | ---- |
| 275  | ↘201 | ↗222 | ↗243 | ↗322 | ↗457 | ↘371 |
| 2021 |      |      |      |      |      |      |
| ↘337 |      |      |      |      |      |      |

## Достопримечательности
В селе Гунакари расположена старинная мечеть, заповедный лес.

## История
Гунакари состояло в вольном обществе Муйра, которое было частью Кайтагского уцмийства.